# Elatostema shanglinense
Elatostema shanglinense är en nässelväxtart som beskrevs av Wen Tsai Wang. Elatostema shanglinense ingår i släktet Elatostema och familjen nässelväxter. Inga underarter finns listade i Catalogue of Life.